# Juanmi Gelabert
Juan Miguel Gelabert Margüello (Capdepera, Baleares, 29 de septiembre de 1972), conocido como Juanmi, es un exfutbolista español que jugaba como defensa. En la actualidad, es comentarista deportivo en Alicante, donde ha fijado su residencia.
Es el padre del también futbolista César Gelabert.

## Trayectoria
Comenzó a jugar en el equipo de su pueblo natal, el C. E. Escolar, para pasar, posteriormente, a las categorías inferiores del R. C. D. Mallorca. Juanmi tuvo que dejar el fútbol tras sufrir una lesión en un ojo en un lance de un partido en el que recibió un balonazo.

## Clubes
| Club                       | País   | Año       |
| -------------------------- | ------ | --------- |
| R. C. D. Mallorca "B"      | España | 1991      |
| C. D. Venta de Baños       | España | 1991-1992 |
| C. F. Palencia             | España | 1992-1995 |
| Elche C. F.                | España | 1995-1998 |
| Hércules C. F.             | España | 1998-2000 |
| R. C. Recreativo de Huelva | España | 2000-2001 |
| Sevilla F. C.              | España | 2001-2003 |
| Córdoba C. F.              | España | 2003-2005 |
| Real Sporting de Gijón     | España | 2005-2007 |